# Deuterophlebia brachyrhina
Deuterophlebia brachyrhina är en tvåvingeart som beskrevs av Gregory W.Courtney 1994. Deuterophlebia brachyrhina ingår i släktet Deuterophlebia och familjen Deuterophlebiidae.
Artens utbredningsområde är Assam (Indien). Inga underarter finns listade i Catalogue of Life.